# Libertas
Libertas (Tiếng Latinh: liberty) là một vị thần thần thoại La Mã và Liberty (nữ thần).

## Các ngôi đền và cảm hứng bắt nguồn
Năm 238 TCN, trước Chiến tranh Punic lần thứ hai, Libertas từ lâu là một vị thần trong thần thoại La Mã cùng với nhiều tính cách khác nhau. 